# Космос-1561
Космос-1561 је један од преко 2400 совјетских вјештачких сателита лансираних у оквиру програма Космос.
Космос-1561 је лансиран са космодрома Плесецк, СССР, 28. маја 1984. Ракета-носач Космос је поставила сателит у орбиту око планете Земље. Маса сателита при лансирању је износила 40 килограма. Космос-1561 је био комуникациони сателит.